# 浚鹤铁路
浚鹤铁路，也称鹤大铁路，位于河南省鹤壁市的一条准轨铁路。起自山城区鹤壁煤业公司矿区专用铁路鹿楼站，至京广铁路鹤壁站。正线全长18.591km。由鹤壁矿务局铁路运输处负责运营。

## 线路
设鹿楼、十矿、庞村、鹤壁交接站，共4个车站。全线铺轨26.931km。中桥5座，涵洞112个，最小曲线半径350米。为国铁III级技术标准。到发线长1050m。限制坡度15.5‰。

## 历史
1985年着手筹备。1989年12月29日开工，计划工期1年，投资2502万元。1992年12月，铁道部把浚县站改名为鹤壁站。1998年12月11日全线贯通。全长26.9km。为地方铁路III级。2005年9月16日与国铁开通货物运输。